# Черрето-д'Езі
Черрето-д'Езі (італ. Cerreto d'Esi) — муніципалітет в Італії, у регіоні Марке, провінція Анкона.
Черрето-д'Езі розташоване на відстані близько 165 км на північ від Риму, 55 км на південний захід від Анкони.
Населення — 3847 осіб (2014).
Щорічний фестиваль відбувається IL Martedì successivo la Pasqua. Покровителька — Богородиця Небовзята.

## Демографія
Населення за роками:

Станом на 1 січня 2023 року в муніципалітеті офіційно проживав 281 іноземець з 30 країн, серед них 46 громадян країн Євросоюзу та 11 громадян України.

## Сусідні муніципалітети
- Фабріано
- Мателіка
- Поджо-Сан-Вічино